# QPR SC
El QPR SC es un equipo de fútbol de Granada que juega en la Liga de fútbol de Granada, la liga de fútbol más importante del país.

## Historia
Fue fundado en el año 1983 en la capital St.George's y su nombre y colores son en relación con el equipo inglés del mismo nombre, aunque no fue uno de los equipos que inició en la máxima categoría, fueron de los primeros en jugar en un torneo de liga en Granada en la División 2. 
Su primera temporada en la Liga de fútbol de Granada fue la de 1986, en la cual terminaron en el tercer lugar. Han sido campeones de la máxima categoría en 3 ocasiones, aunque desde el año 2002 no saben lo que es ganar un título de liga, y es uno de los equipos de Granada que nunca ha descendido.
A nivel internacional fue uno de los primeros equipos de Granada en competir en un torneo internacional, en la Campeonato de Clubes de la CFU 2003, donde abandonó el torneo en la primera ronda cuando iba a enfrentarse al FCS Nacional de Surinam.

## Palmarés
- Liga de fútbol de Granada: 3

1990, 1995, 2002

## Participación en competiciones de la Concacaf
- Campeonato de Clubes de la CFU: 1 aparición

2003 - abandonó en la Primera Ronda

## Jugadores destacados
- Desmond Noel
- Stephon Hood
- Patrick Modeste
- Ricky Charles
- Junior Williams